# El Wali Amidane
El Wali Amidane (El Aaiún, Sahara Occidental, 26 de octubre de 1986) es un activista saharaui y defensor de los derechos humanos en el Sahara Occidental.

## Biografía
En mayo de 2005, inició sus actividades en el movimiento de la Intifada de la Independencia, afín al Frente Polisario. Por ello, fue uno de los primeros defensores de los derechos humanos saharauis detenidos ese año. Es miembro de la organización saharaui Collectif des Défenseurs Sahraouis des droits de l'homme (CODESA).
En 2006, pocos meses después de su liberación, la casa de Amidane fue atacada por un grupo armado de fuerzas especiales de la policía marroquí. El Wali y su hermana Elkouria Amidane fueron detenidos y torturados.
Su hermana fue liberada posteriormente, mientras que él fue condenado a cinco años de prisión. Amidane realizó varias huelgas de hambre durante su estancia en la cárcel. Mientras estaba en prisión, la casa de su familia en el Sáhara Occidental fue asaltada en numerosas ocasiones, mientras su familia era sometida a palizas.